# Batrisodes rossi
Batrisodes rossi är en skalbaggsart som beskrevs av Park 1947. Batrisodes rossi ingår i släktet Batrisodes och familjen kortvingar. Inga underarter finns listade i Catalogue of Life.